# Galaxy of Stars
Galaxy of Stars är en amerikansk reklamfilm för Metro-Goldwyn-Mayer med Helan och Halvan från 1936.

## Handling
Helan och Halvan arbetar som städare på ett observatorium. De är igång med att damma av ett stort teleskop som de båda inte kan motstå att titta i.

## Om filmen
Av filmens 9 minuter medverkar Helan och Halvan i 3 av de.
Filmen spelades ursprungligen in på engelska, men den enda version som finns bevarad är en fransk dubbning som återhittades 2005.
Filmens slutscen är inspirerad av duons tidigare kortfilm Hjärtligt välkomna från 1929.

## Rollista (i urval)
- Stan Laurel – Stan (Halvan)
- Oliver Hardy – Ollie (Helan)
- James Finlayson – manager[1]